# ويندي جنسن
ويندي جنسن (بالإنجليزية: Wendy Jensen) هي لاعبة بولينغ نيوزيلندية، ولدت في 22 يناير 1964.

## روابط خارجية
- ويندي جنسن على موقع اتحاد ألعاب الكومنولث (مؤرشف) (الإنجليزية)